# Inticetus
Inticetus — вимерлий рід ранньоміоценових одонтоцетів з формації Чилкатай, басейн Піско, Перу.

## Опис
Inticetus відрізняється від інших архаїчних гетеродонтних одонтоцетів такими ознаками: довгий і міцний рострум, що містить не менше 18 зубів на квадрант; відсутність стоячих передніх зубів; багато великих, широких допоміжних зубчиків у двокорінних задніх щічних зубах та ін.

## Класифікація
Inticetus був оцінений Lambert et al. таким, що достатньо відрізняється від інших архаїчних гетеродонтних зубатих китів, щоб бути віднесеними до нової родини Inticetidae. Автори виявили його як поза коронного Odontoceti, або як раннього члена Platanistoidea. Phococetus, раніше віднесений до Kekenodontidae, очевидно, є родичем Inticetus.